# Ta'oih supérieur
Le ta'oih supérieur (ou ta'uaih) est une langue môn-khmer parlée au Laos et au Viêt Nam.

## Classification interne
Il existe une autre langue ta'ioh, appelée le « ta'oih inférieur ». Le ta'oih est classé parmi les langues katuiques, dans le groupe central de cette branche des langues môn-khmer.

## Phonologie
Les tableaux présentent les phonèmes vocaliques et consonantiques  du ta'oih supérieur.

### Voyelles
|         | Antérieure    | Centrale      | Postérieure                 |
| ------- | ------------- | ------------- | --------------------------- |
| Fermée  | i [i] iː [iː] |               | ʉ [ʉ] ʉː [ʉː] u [u] uː [uː] |
| Moyenne | e [e] ee [eː] | ə [ə] əː [əː] | o [o] oo [oː]               |
| Ouverte | ɛ [ɛ] ɛɛ [ɛː] | a [a] aa [aː] | ɒ [ɒ] ɒː [ɒː]               |

### Consonnes
|               |              | Bilabiales | Alvéolaires | Alvéolaires | Alvéolaires | Vélaires | Glottales |
| ------------- | ------------ | ---------- | ----------- | ----------- | ----------- | -------- | --------- |
| Centrales     | Latérales    | Bilabiales | Palatales   |             |             | Vélaires | Glottales |
| Occlusives    | Sourdes      | p [p]      | t [t]       |             |             | k [k]    | ʔ [ʔ]     |
| Occlusives    | Sourdes asp. | ph [pʰ]    | th [tʰ]     |             |             | kh [kʰ]  |           |
| Occlusives    | Sonores      | b [b]      | d [d]       |             |             |          |           |
| Affriquées    | Sourdes      |            |             |             | c [t͡ʃ]      |          |           |
| Affriquées    | Sourdes asp. |            |             |             | ch [t͡ʃʰ]    |          |           |
| Fricatives    | Fricatives   |            | s [s]       |             |             |          | h [h]     |
| Nasales       | Simples      | m [m]      | n [n]       |             |             | ng [ŋ]   |           |
| Nasales       | Aspirées     |            | nh [nʰ]     |             |             |          |           |
| Liquides      | Liquides     |            |             | l [l]       |             |          |           |
| Roulées       | Roulées      |            | r [r]       |             |             |          |           |
| Semi-voyelles | Simples      | w [w]      |             |             | y [j]       |          |           |
| Semi-voyelles | Glottalisées |            |             |             | ʔy [ʔy]     |          |           |